# Zmutt

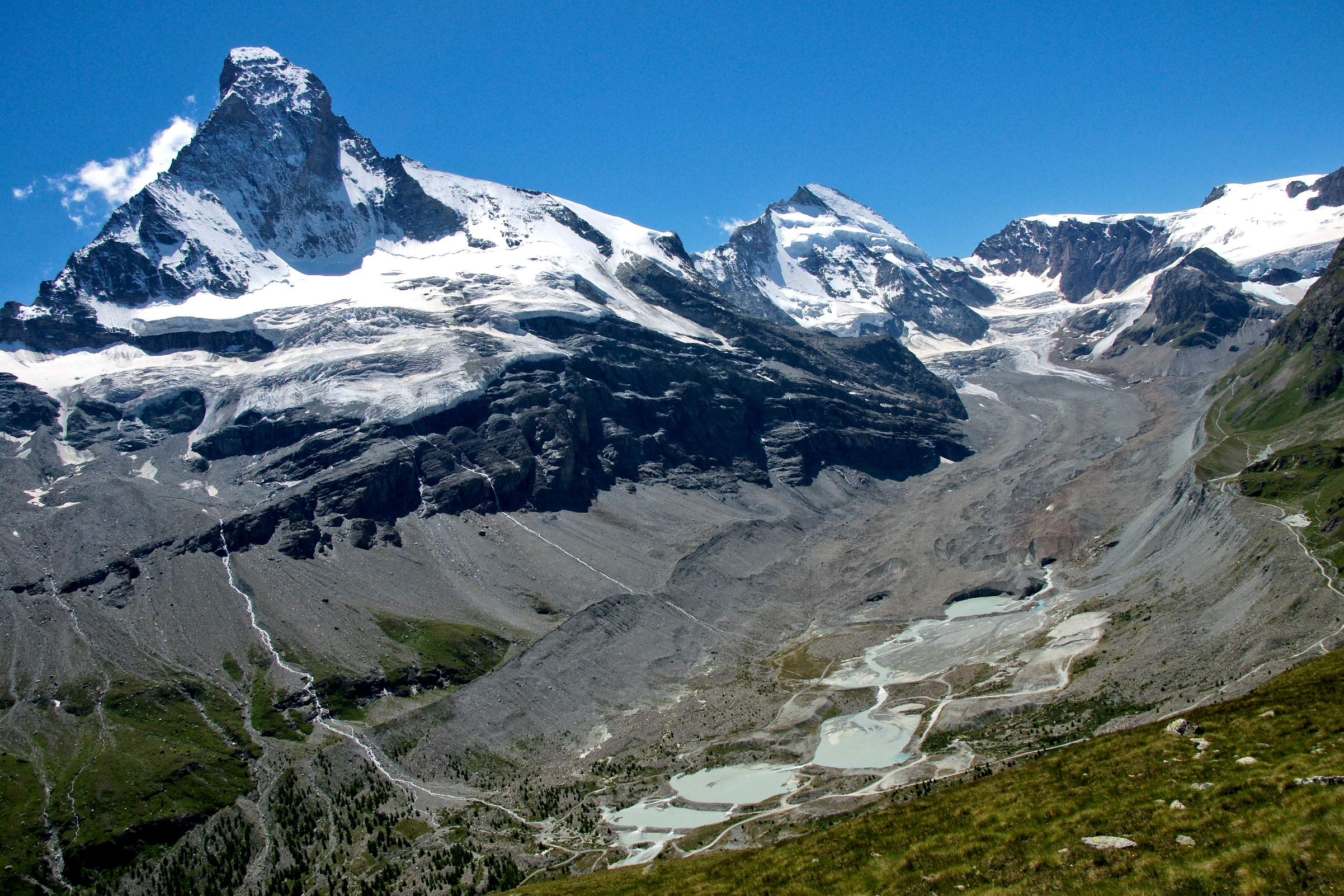
Zmutt-völgy

Zmutt egy kis falu, a svájci Wallis kantonban. Az eredete 500 évre nyúlik vissza. A falu Zermatt önkormányzatához tartozik. Zermattól nyugatra az úgynevezett Zmut-völgyben fekszik 1936 m magasan. A falu házai tradicionális faszerkezetű házak.
A völgy a Matterhorn északi sziklafalához kapcsolódik, és a vége a Zmutt-gleccsernél van, mely átnyúlik az olaszországi Aosta-völgybe.
Zmuttnál egy 74 méter magas gát épült 1964-ben. A gátat a Bis, Schali folyók és a Gorner-gleccser táplálják. Kapacitása: 850  000 m³. A  gát által összegyüjtött víz elektromos áramot fejlesztő generátort működtet.